# 磹口站
磹口站位于福建省漳州市华安县丰山镇银塘村磹口自然村，建于1956年。距鹰潭站620公里，距厦门站74公里。现为四等站。车站目前有4名职工，仅办理列车通过避让业务，不办理客货运业务。